# イオンモールかほく
イオンモールかほくは、石川県かほく市内日角（うちひすみ）にあるイオンモールが運営するモール型ショッピングセンター。

## 概要
2008年（平成20年）10月31日に「イオンかほくショッピングセンター」として開業。店舗面積は62,000m²で、開業当初は北陸地方で最大規模となっていた。現在のイオンモールとしては石川県内で初めて開業した。
開業から約1年後の2009年（平成21年）10月24日に増築を行い、シネマコンプレックス「シネマサンシャインかほく」が開館した。
2011年（平成23年）11月21日に現行の「イオンモールかほく」に名称を変更した。

## テナント
現在のテナントの詳細は、公式サイトのショップリストまたはフロアガイドを参照。
- イオンモールかほく
  - イオンスタイルかほく
  - BOOKSなかだ イオンかほく店[5]
- シネマサンシャインかほく（シネマ棟、後述）
- ヤマダアウトレットかほく（別棟）
- アプレシオ イオンかほく店（インターネットカフェ、別棟）
- フィットネスジムエブリー イオンかほく店（別棟、「アプレシオ」に併設）
- ビッグモーター - 2023年10月31日をもって閉店済[9]。

### シネマサンシャインかほく
シネマサンシャインかほくは、イオンモールかほく2階にあるシネマコンプレックス。
2018年11月9日、北陸初となる270度3面ワイドスクリーン「ScreenX」が導入された。
| スクリーン | 定員（座席数） | 車椅子席 | 音響方式          | 備考    |
| ---------- | -------------- | -------- | ----------------- | ------- |
| 1          | 95             | 1        | 6.1chサラウンドEX |         |
| 2          | 170            | 2        | 6.1chサラウンドEX | ScreenX |
| 3          | 170            | 2        | 6.1chサラウンドEX |         |
| 4          | 170            | 2        | 6.1chサラウンドEX |         |
| 5          | 170            | 2        | 6.1chサラウンドEX |         |
| 6          | 312            | 3        | 6.1chサラウンドEX |         |
| 7          | 312            | 3        | 6.1chサラウンドEX |         |
| 8          | 95             | 1        | 6.1chサラウンドEX |         |

## アクセス
自動車
- E86 のと里山海道 白尾ICより約8分。
- E8 北陸自動車道 金沢森本ICより約20分。
- E8 北陸自動車道 金沢東ICより約25分。

公共交通機関（シャトルバスなど）
イオンモールかほくシャトルバス（無料）
- 西日本旅客鉄道（JR西日本）七尾線 宇野気駅または高松駅より宇野気・高松ルート（宇野気駅より約5分、高松駅より約23分）。
- IRいしかわ鉄道・JR西日本 津幡駅より津幡駅前・白帆台ルート（約16分、土日祝日のみ運行）。

かほく市福祉巡回バス（無料・年末年始を除く平日のみ運行、「内日角南」バス停発着）
- 海回りルート（高松駅・宇野気駅経由、火曜・木曜）
- 中央ルート（高松駅・横山駅・宇野気駅経由、水曜・金曜）
- 南回りルート（宇野気駅経由、月曜・金曜）
- 北回りルート（高松駅・横山駅・宇野気駅経由、月曜・水曜）

ラン♪RUN♪BUS（無料）
- 環状線（時計）ルート（アル・プラザ津幡・コメリパワー白山店方面行き）
- 環状線（反時計）ルート（コンフォモール内灘・アピタタウン金沢ベイ方面行き）